# Catedral de la Santísima Trinidad (Dnipró)
La catedral de la Santísima Trinidad (en ucraniano: Спасо-Преображенський кафедральний собор) es una de las catedrales ortodoxas ucranianas situadas en Dnipró, Ucrania.

## Geografía
La catedral está ubicada en la plaza Troitska 7 de Dnipró, en el óblast de Dnipropetrovsk. 

## Historia
La catedral nació como una pequeña iglesia de madera consagrada el 15 de enero de 1791, que pasó a estar en mal estado al cabo de 40 años. Los comerciantes de la ciudad pidieron ayuda a los arquitectos de San Petersburgo Ludwig Charlemagne y Pietro Visconti, que ya habían proyectado en Yekaterinoslav la iglesia de la Dormición. Los arquitectos llevaron a cabo ambos proyectos en paralelo y en 1837 se consagró la catedral de la Santísima Trinidad. En 1862 comenzó la construcción del campanario, que se convirtió en el edificio más alto de Yekaterinoslav en ese momento. En la segunda mitad del siglo XIX, la catedral sirvió como iglesia parroquial. A finales del siglo XX, se llevaron a cabo importantes reparaciones en la iglesia.
Durante los años del poder soviético, después del cierre de la catedral de la Transfiguración, el obispo trasladó aquí su sede. En la década de 1930, la catedral fue cerrada por las autoridades soviéticas y el edificio pasó a usarse como almacén de forraje. Durante este período, los muros de la iglesia fueron perforados para crear pisos intermedios. Las fluctuaciones de temperatura y la suciedad dañaron gravemente la decoración interior de la catedral, especialmente las pinturas.
El culto se reanudó en 1941, bajo la ocupación alemana de la ciudad en la Segunda Guerra Mundial, y no ha cesado desde entonces. El 27 de octubre de 1943, dos días después de la liberación de Dnipropetrovsk, el protodiácono de la catedral, Ilarión, fue asesinado a tiros en el patio del templo.
Desde 1944, la iglesia ha sido restaurada y renovada. Casi al mismo tiempo, tuvo lugar la reorganización de la eparquía de Dnipró y la iglesia se convirtió en catedral, es decir, en la residencia del obispo. El cambio de estatus de la catedral permitió iniciar importantes obras de restauración iniciadas en 1956.

## Galería

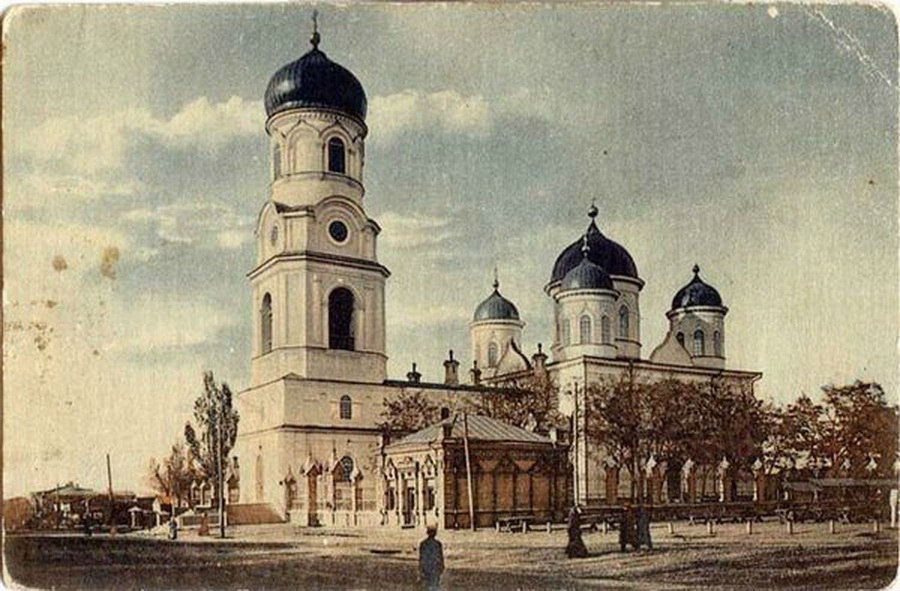
Catedral de la Santísima Trinidad a prinicipios siglo XX
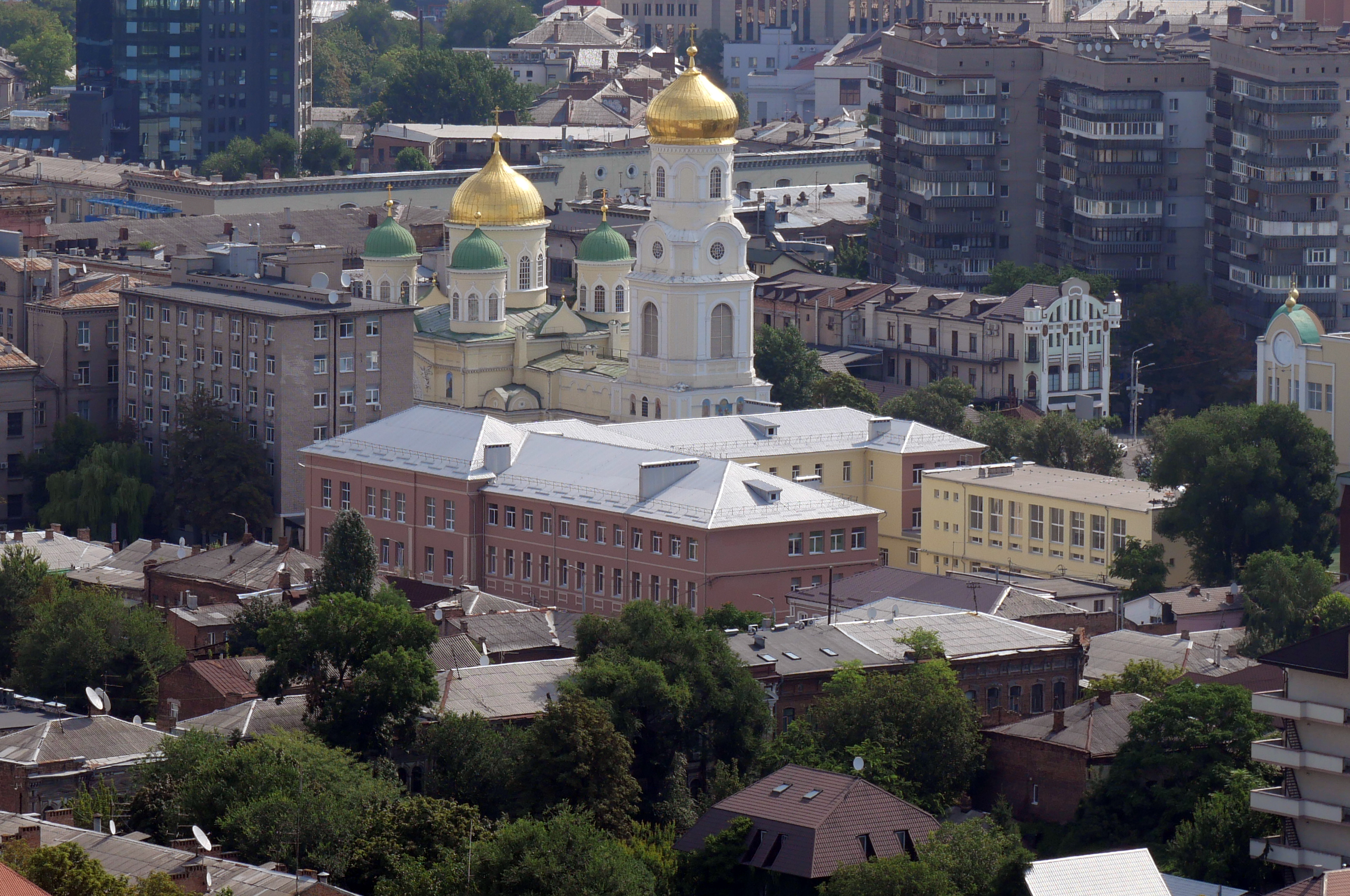
Vista aérea de la catedral
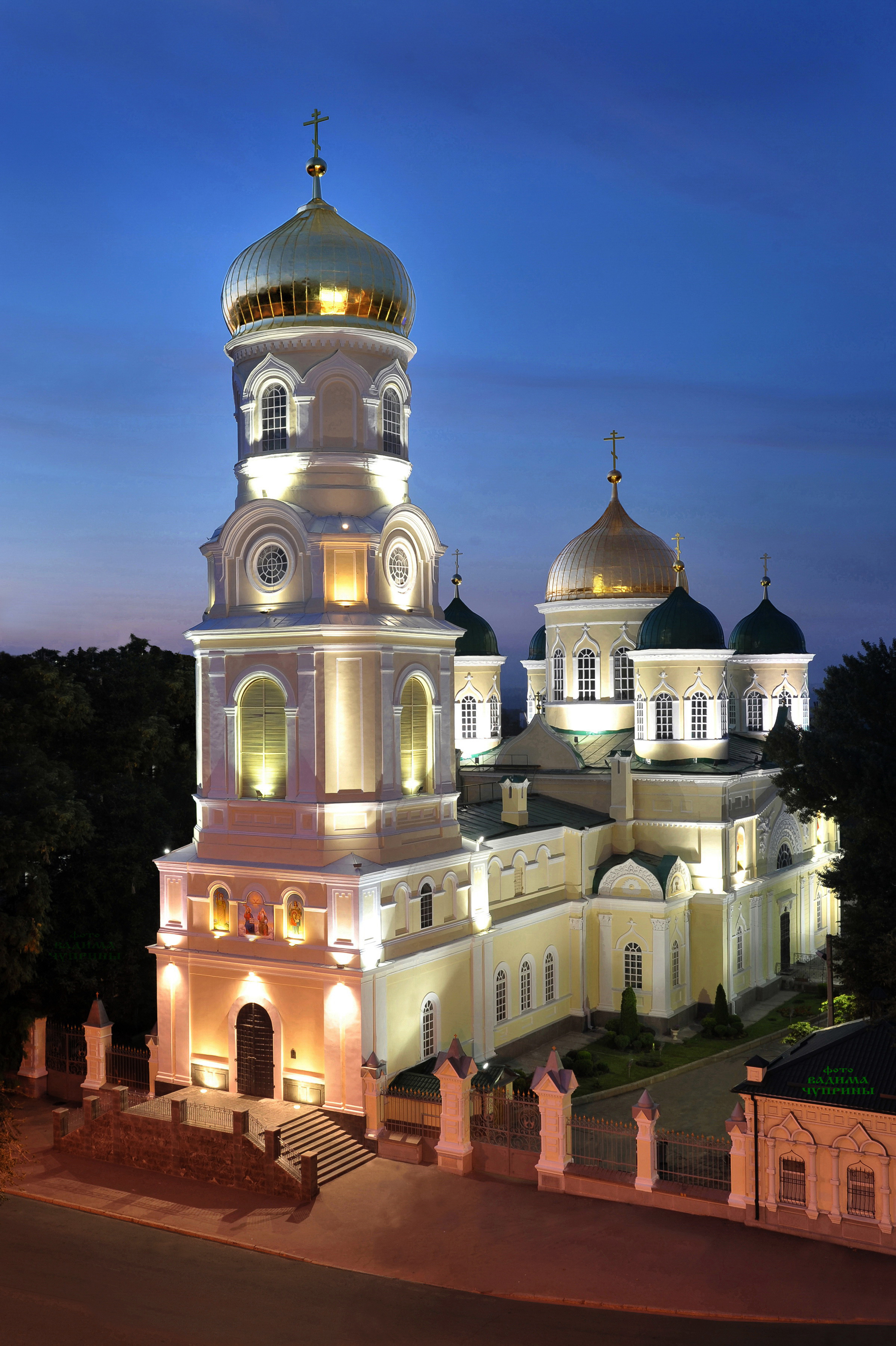
Catedral iluminada por la noche
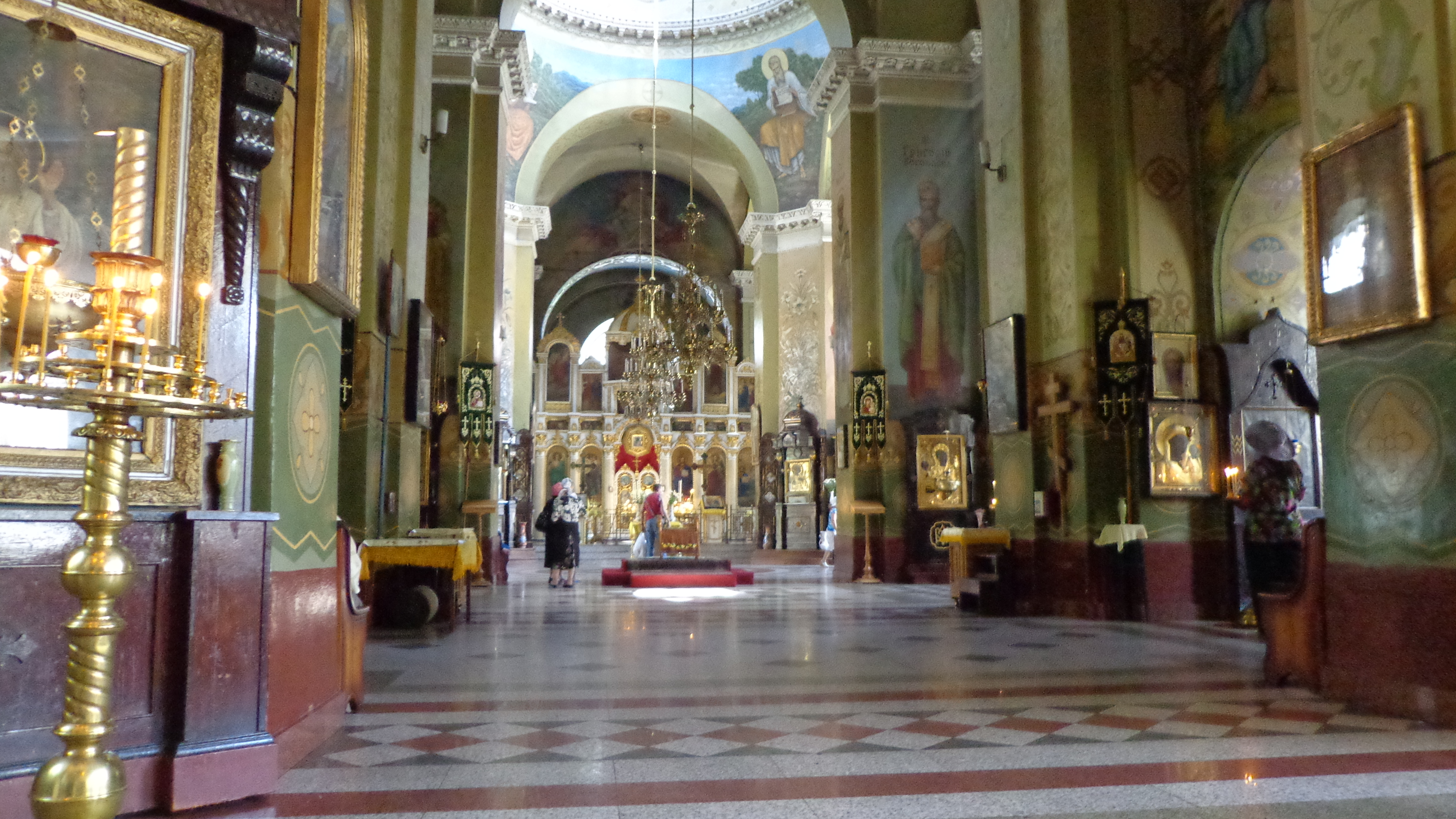
Interior de la catedral